# Wimpole Hall

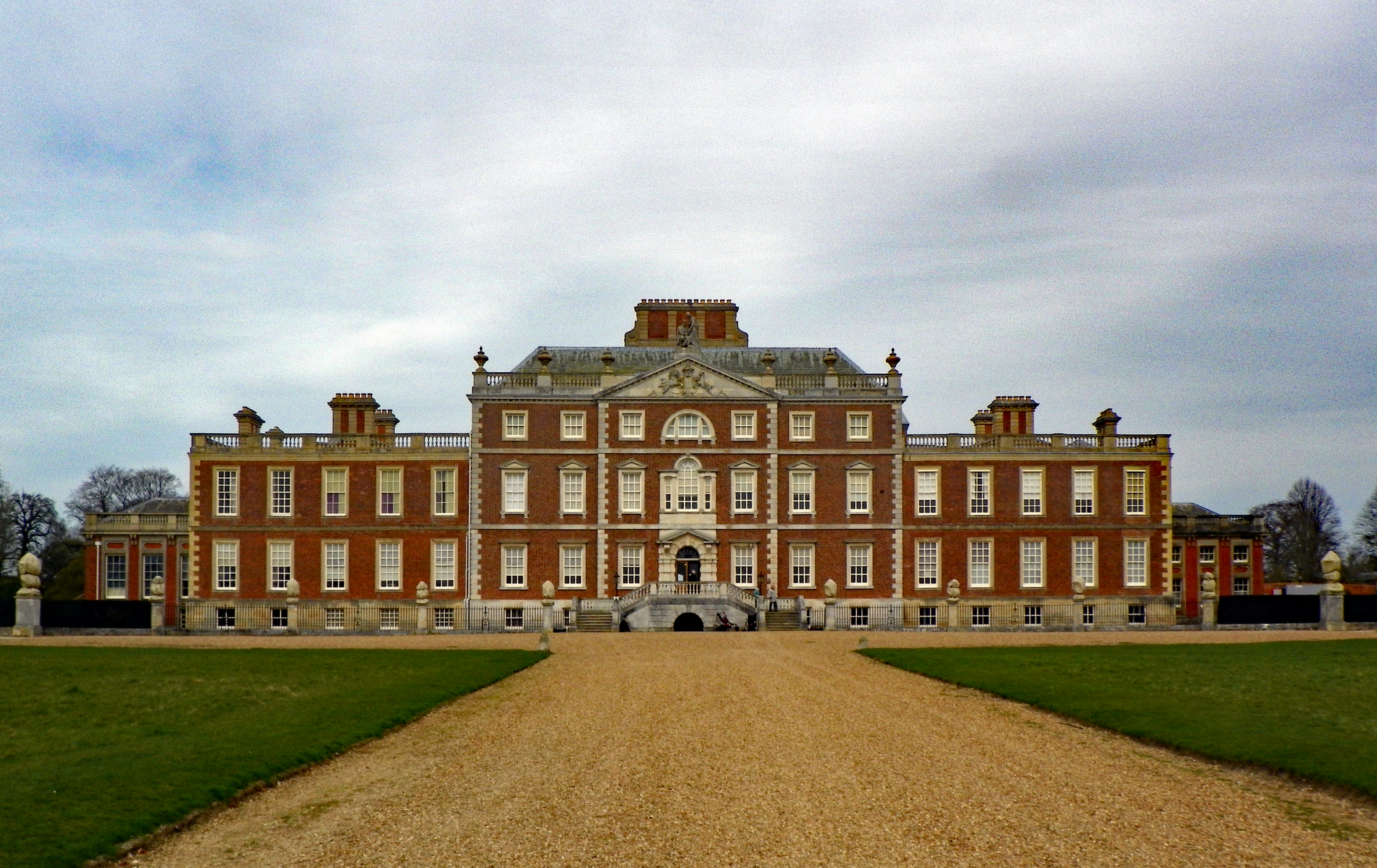
Wimpole Hall

Wimpole Hall ist ein Landhaus in der Gemeinde Wimpole in der englischen Grafschaft Cambridgeshire, etwa 14 km südwestlich von Cambridge. Das Haus, dessen Bau 1640 begann, und das etwa 12 km² große, umgebende Park- und Bauernland gehören heute dem National Trust und sind regelmäßig öffentlich zugänglich. Wimpole Hall ist das größte Landhaus in Cambridgeshire.

## Geschichte
Das Anwesen, das nahe der Römerstraße Ermine Street liegt, ist schon im Domesday Book von 1086 erwähnt. Damals stand dort ein Herrenhaus mit Graben in einem kleinen Rehpark. Nördlich und südlich davon befanden sich mittelalterliche Dörfer: Bennall End, Thresham und Green End.
Das Haus war über 250 Jahre lang in Besitz der Familie Chicheley. Das letzte Familienmitglied, das das Haus hielt, war der Politiker Thomas Chicheley, der das „neue“ Haus bauen ließ, das 1650 fertig war. Er konnte das Haus 36 Jahre lang genießen, bis ihn finanzielle Probleme zum Verkauf an Sir John Cutler zwangen. 1689 übereignete es Sir Cutler als Hochzeitsgeschenk an seine Tochter Elizabeth und ihren Gatten Charles Robartes, 2. Earl of Radnor. Nach dem Tod von Elizabeth Robartes, die 1697 ohne Erben starb, fiel das Anwesen an Edmund Boulter, den Neffen von Sir John Cutler. 1710 befand sich das Anwesen in Besitz von John Holles, 1. Duke of Newcastle, der es im folgenden Jahr seiner Tochter Henrietta hinterließ. Als diese 1713 Edward Harley, 2. Earl of Oxford and Earl Mortimer, heiratete, ging das Haus in den Besitz ihres Gatten über. 1740 verkaufte der Earl das Anwesen an Philip Yorke, 1. Earl of Hardwicke, um seine Schulden zu begleichen. Die Earls of Hardwicke hielten das Haus, bis in die Hände von Thomas Agar-Robartes, 6. Viscount of Clifden, und seines Sohnes Francis kam.
1938 kauften Captain George Bambridge und seine Gattin Elsie, die Tochter von Rudyard Kipling, das Anwesen, nachdem sie bereits seit 1932 Pächter gewesen waren. Sie nutzten die Hinterlassenschaft ihres Vaters und die Tantiemen aus seinen Büchern für die dringend notwendige Renovierung von Haus und Anwesen. Das letzte Kapitel von Wimpole Hall als selbstbewohntes Eigenheim endete 1976, als Elsie Bambridge starb und das Anwesen dem National Trust vermachte.
Über die Jahrhunderte arbeiteten viele namhafte Architekten an dem Haus, darunter James Gibbs (1713–1730), Henry Flitcroft (um 1749), John Soane (1790er-Jahre) und H. E. Kendall (1840er-Jahre). Es gibt dort auch Gemälde von James Thornhill (1721).
2023 betrug die Besucherzahl etwa 357.000 Personen.

## Anwesen
Der Park von Wimpole Hall wurde von Landschaftsarchitekten wie George London und Henry Wise (1693–1705), Charles Bridgeman (1720er-Jahre), Robert Greening (1740er-Jahre), Capability Brown (1767) und Humphry Repton (1801–1809) angelegt und umgestaltet.
Bridgemans Allee führt gerade von der Südfassade des Hauses 4 km weit nach Süden, im Gegensatz zum Rest des Parks, der von Capability Brown „naturalisiert“ wurde. Der North Park mit seinen Gürteln lichten Waldes, sanft schwingenden Hügeln mit einzelnen Bäumen und Baumgruppen ist besonders attraktiv. Die zentralen Details des North Park sind der gotische Turm und die restaurierten Seen im Tal darunter. Auf dem Anwesen gibt es eine Kette von Seen (angelegt 1695–1767), die St Andrew's Church (1749), ‘’Wimpole’s Folly’’ (der pseudo-gotische Turm (1768)), eine Home Farm (1792), ein eingefriedeter Garten (18. Jahrhundert) und die Stallungen (1851).

## Historische Bauwerke
Auf dem Anwesen befinden sich eine Reihe historischer Gebäude. Wimpole Hall selbst ist ein historisches Gebäude I. Grades und das Anwesen ist im Register of Historic Parks and Gardens aufgeführt. Das westliche Einfahrtstor mit seinen Torsäulen ist ein historisches Bauwerk II. Grades und die Stallungen sind ein historisches Gebäude II*. Grades.
In den Gärten sind eine Gruppe von fünf Vasen und eine Figurengruppe von Samson und den Philistern als historische Bauwerke II. Grades gelistet, ebenso wie die Stufen westlich des Hauses und die Mauer mit Geländer südlich davon. Die Ha-Ha im Nordwesten und im Norden der Ziergärten sind beide als historische Bauwerke II. Grades gelistet. Die Wimpole's Folly ist als historisches Gebäude II*. Grades gelistet.
Der eingefriedete Garten und das Gärtnerhäuschen auf der Nordseite dieses Gartens sind beides historische Einrichtungen II. Grades, ebenso wie die Wildkammer nordöstlich des Hauses.

## Veranstaltungen
Wie auf vielen anderen Anwesen, die vom National Trust verwaltet werden, finden auch in Wimpole Hall heute eine Reihe organisierter Veranstaltungen und weniger formelle Arrangements statt. 2013 führte eine nationale Partnerschaft zwischen dem National Trust und Parkrun zur Einführung eines wöchentlichen 5-km-Laufes um den Park, an dem zur Zeit jeden Sonntag um 9.00 Uhr über 200 Läufer teilnehmen.

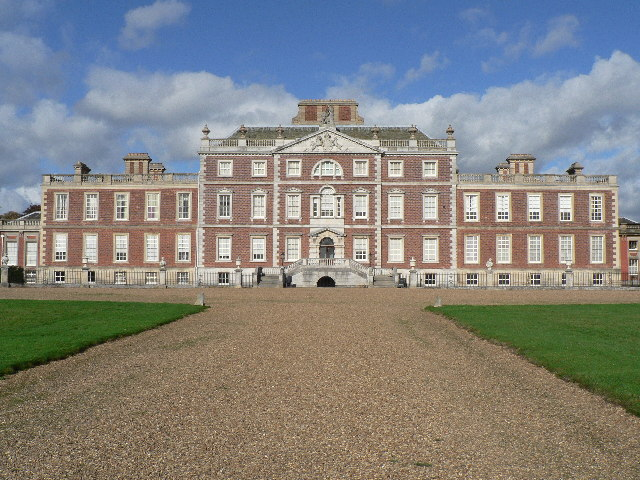
Eingangsfassade von Wimpole Hall
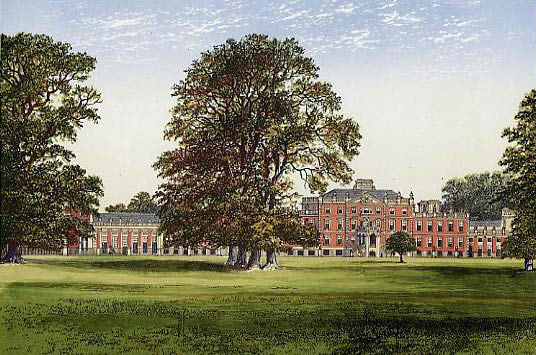
Wimpole Hall 1880
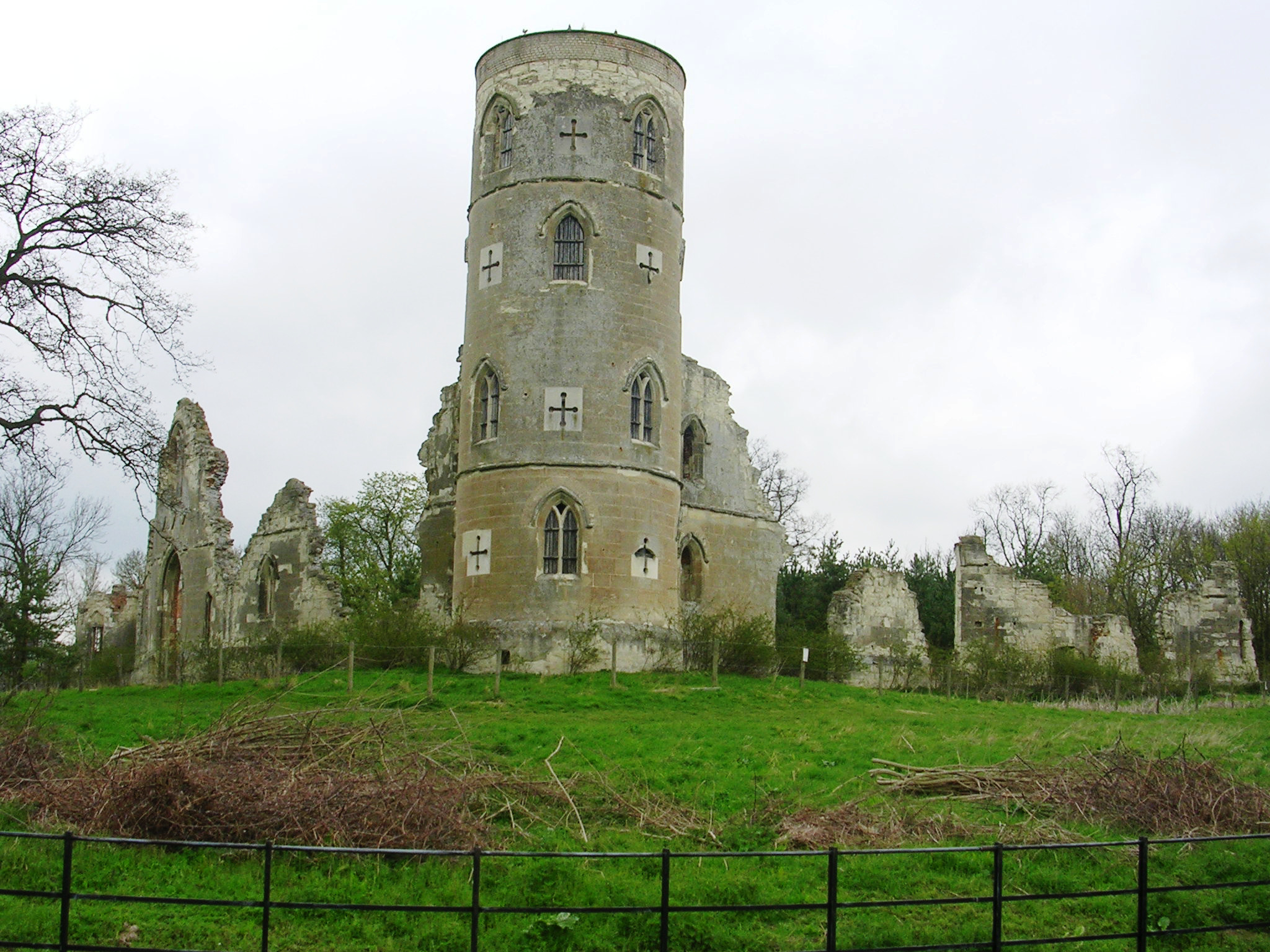
Wimpole's Folly, erbaut in den 1700er-Jahren nach dem Muster gotischer Ruinen
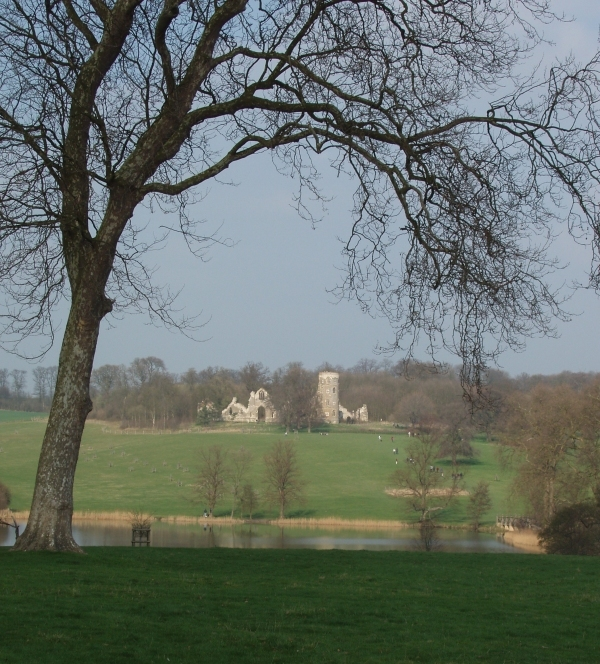
See und gotische Folly auf dem Anwesen von Wimpole Hall
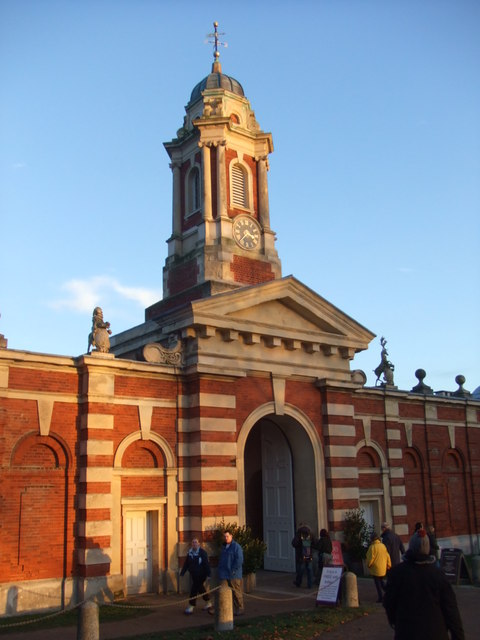
Stallungen von Wimpole Hall
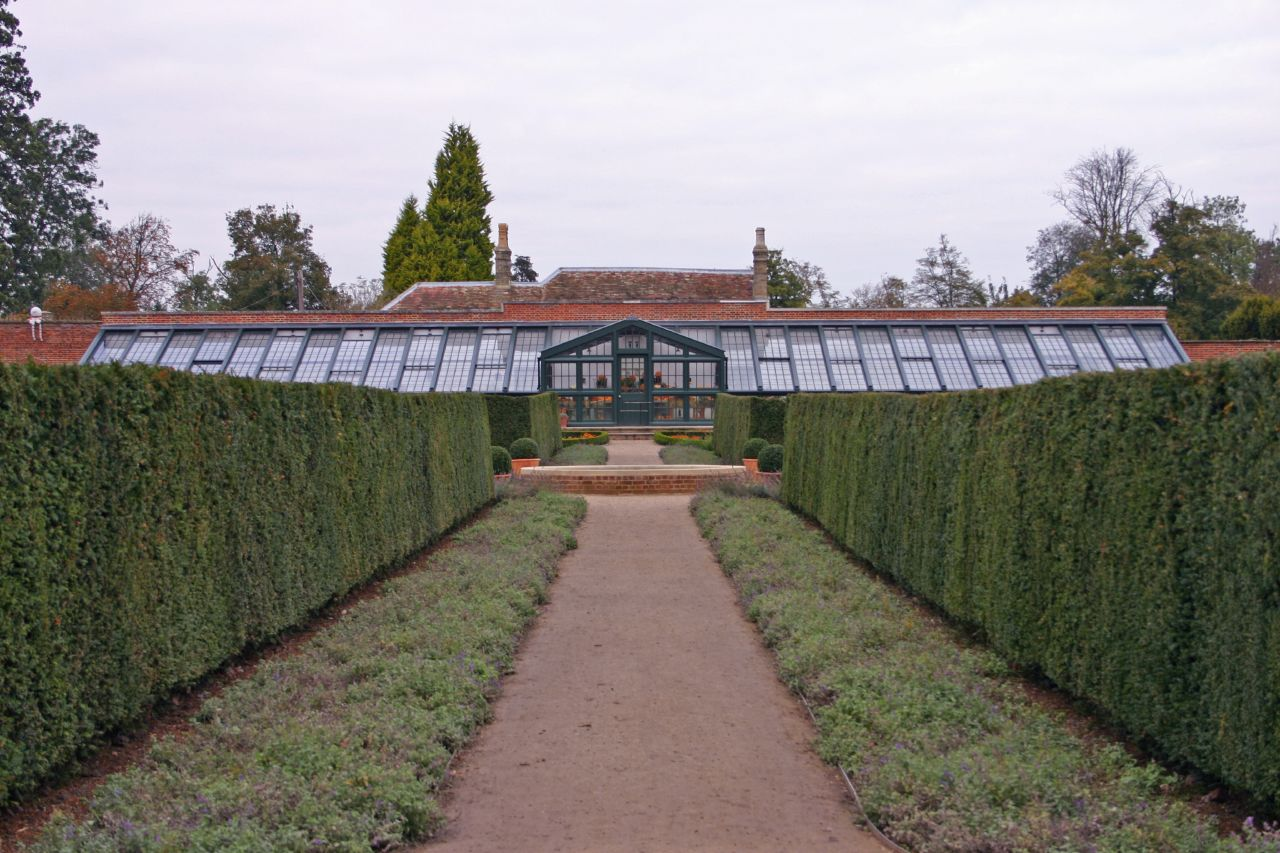
Gewächshäuser von Wimpole Hall im Küchengarten